# Wilhelm Sjöholm (missionär)
Johan Erik Wilhelm Sjöholm, född 22 november 1865 i Öveds socken, död 13 februari 1916 i Stockholm, var en svensk missionär och frikyrkoman.
Wilhelm Sjöholm var son till skogvaktaren Johan Wilhelm Sjöholm. Redan i tioårsåldern arbetade han inom handel och industri, från 1882 hade han anställning vid ett kontor i Östersund. Där anslöt han sig samma år till brödraförsamlingen och genomgick 1886–1888 Svenska missionsförbundets skola i Kristinehamn och bedrev därefter en kortare tid språkstudier i London. 1889 avreste han som missionär till Kongostaten, där han arbetade vid stationerna Kibunzi, Diadia, Mukimbungu och Londe. Efter hemkomsten till Sverige 1903 kallades Sjöholm 1904 till Sveriges missionsförbunds missionssekreterare, en post han innehade till sin död. Som missionär gjorde Sjöholm en insats av bestående värde, men sin främsta insats gjorde han som missionsledare i Sverige. Här hade han ett utmärkt samarbete med P.P. Waldenström. I missionens tjänst företog han resor i Finland, Danmark, Storbritannien och Tyskland samt deltog i världsmissionskonferensen i Edinburgh 1910. Han var dessutom initiativtagaren till det gemensamma Svenska missionsrådet 1912. Han var en drivande kraft vid bildandet av Svenska Missionskyrkans Ungdom 1910. Sjöholm utgav bland annat Dagbräckning i Kongo (1910) och 25 år i Kina (1916) samt var redaktör för tidningen Missionsförbundet 1904–1916. Som andlig talare har Sjöholm betecknats som "värdig, klar, flärdfri, varm och givande". Gift 1890 med Emma Maria Nicklasson.